# Przełęcz Suramska
Przełęcz Suramska – przełęcz w Gruzji, o wysokości 948 m n.p.m. Przecina Góry Lichskie (Suramskie), łączące łańcuchy Wielkiego i Małego Kaukazu. 
Przełęcz łączy zachodnią i wschodnią część Gruzji. Przebiega nią droga i linia kolejowa. Pod przełęczą wybudowano w 1890 kolejowy Tunel Suramski łączący stacje Chaszuri i Zestaponi. Jego projektantem i budowniczym był Polak Ferdynand Rydzewski, późniejszy dyrektor naczelny Drogi Żelaznej Warszawsko-Wiedeńskiej.